# Poa clivicola
Poa clivicola är en gräsart som beskrevs av Joyce Winifred Vickery. Poa clivicola ingår i släktet gröen, och familjen gräs. Inga underarter finns listade i Catalogue of Life.